# Wooseok x Kuanlin
Wooseok X Kuanlin (кор. 우석X관린) — південнокорейський музичний дует, утворений Cube Entertainment у 2019 році. До складу дуету входять Усок із Pentagon та Лай Куан Лін, колишній учасник гурту Wanna One. 20 лютого 2019 року Cube Entertainment оголосили про створення нового проекту за участю Лая разом із Усоком. Дует дебютував 11 березня того ж року з альбомом 9801 із заголовною піснею «I'm a Star».

## Кар'єра

### До дебюту
19 лютого 2019 року Cube Entertainment анонсували новий підрозділ. 22 лютого Cube офіційно оприлюднили назву підрозділу та його учасників.

### 2019: дебют з9801
Wooseok X Kuanlin дебютували 11 березня 2019 року з мініальбомом 9801 із заголовною піснею «I'm A Star». Мініальбом містить п'ять треків - головний сингл і по дві сольні пісні. Одна з пісень Лая записана в співпраці з Джексоном Ваном з Got7. Альбом дебютував під номером два в Gaon Weekly Album Chart і був проданий понад тридцять шість тисяч копій. До пісні «I'm A Star» також був випущений музичний кліп.

## Дискографія

### Мініальбоми
| Назва | Деталі альбому                                                                          | Пікові позиції в чартах | Продажі                  |
| Назва | Деталі альбому                                                                          | KOR                     | Продажі                  |
| ----- | --------------------------------------------------------------------------------------- | ----------------------- | ------------------------ |
| 9801  | - Реліз: 11 березня 2019 - Лейбл: Cube Entertainment - Формат: CD, цифрове завантаження | 2                       | - Південна Корея: 36,242 |

### Сингли
| Назва                                                                            | Рік  | Пікові позиції в чартах | Пікові позиції в чартах | Альбом |
| Назва                                                                            | Рік  | KOR                     | Hot                     | Альбом |
| -------------------------------------------------------------------------------- | ---- | ----------------------- | ----------------------- | ------ |
| «I'm A Star» кор. (별짓)                                                         | 2019 | —                       | 97                      | 9801   |
| «—» релізи, що не потрапили в чарти або не були випущені у відповідних регіонах. |      |                         |                         |        |